# Ibrahima Koné (Fußballspieler, 1999)
Ibrahima Koné (* 16. Juni 1999) ist ein malischer Fußballspieler auf der Position eines Stürmers. Seit August 2023 steht der Offensivakteur bei UD Almería unter Vertrag.

## Vereinskarriere
Ibrahima Koné wurde am 16. Juni 1999 in Mali geboren und spielte bereits im Nachwuchsalter für den Cercle Olympique de Bamako, kurz CO de Bamako. Über genaue Einsatzdaten Konés in der Herrenmannschaft des Hauptstadtklubs ist nichts Näheres bekannt. Nachdem er bereits als Jugendlicher zu Einsätzen in den malischen Juniorennationalmannschaften gekommen war, wurden Vertreter des norwegischen Erstligisten FK Haugesund im Jahre 2017 auf den jungen Angriffsspieler, der zu dieser Zeit bereits malischer U-20-Teamspieler war, aufmerksam. Er trainierte über weite Teile des Spieljahres 2017 mit den Norwegern, die lange daran arbeiteten den Stürmer von seinem Stammklub abzuwerben, mit. Im Februar 2018 wurde Koné von der malischen Hauptstadt Bamako in den Südwesten Norwegens geholt, wo er beim Klub aus der Hafenstadt Haugesund einen Vertrag mit einer Laufzeit bis Ende des Jahres 2021 unterzeichnete.
Mit einem Vertrag für die nachfolgenden vier Spielzeiten ausgestattet, startete Koné im ersten Saisonspiel am 11. März 2018 in die Meisterschaft. Beim 2:1-Auswärtssieg über den Odds BK wurde er von Trainer Eirik Horneland von Beginn an eingesetzt und zur Halbzeitpause durch den Dänen Frederik Gytkjær ersetzt. Danach wurde er von Horneland bis etwa Anfang Juli 2018 nur selten berücksichtigt, saß die meiste Zeit uneingesetzt auf der Ersatzbank und war, wenn er im Einsatz war, nur für wenige Spielminuten am Rasen. Ab der 16. Meisterschaftsrunde, einem 4:2-Heimsieg über Sandefjord Fotball, kam der Malier wieder zu regelmäßigen Einsätzen als Mittelstürmer. Bereits bei seinem nachfolgenden Einsatz verhalf er seinem Team gegen die Tromsø IL zu einem 2:1-Auswärtssieg, als er in der fünften Spielminute nach Grindheim-Vorlage den Führungstreffer erzielte. Bis zum Ende der Eliteserien 2018 kam Koné in jedem weiteren Meisterschaftsspiel zum Einsatz, konnte als Mittelstürmer jedoch selten seine Offensivstärke unter Beweis stellen. Neben dem einen Treffer kam er bei 22 Ligaauftritten zu lediglich zwei Torvorlagen und blieb ansonsten torlos. Im Endklassement rangierte er mit dem FK Haugesund auf dem vierten Tabellenplatz, was einen internationalen Startplatz (Teilnahme an der 1. Qualifikationsrunde der UEFA Europa League 2019/20) bedeutete. Im norwegischen Fußballpokal 2018 war der Malier in fünf Spielen im Einsatz, erzielte im Zweitrundenspiel gegen die Lysekloster IL einen Treffer und schied mit der Mannschaft im Viertelfinale gegen Strømsgodset aus.
Wieder etwas verhalten startete der Angriffsspieler in das Spieljahr 2019, in dem er sich zunächst noch nicht als Stammkraft beweisen konnte. Im Laufe der Saison erhöhte sich die Spielzeit, flachte aber gegen Ende wieder ab. Zu Beginn des Jahres 2020 wurde Koné in die Türkei an Adana Demirspor verliehen. Dort kam er innerhalb eines halben Jahres zu fünf Kurzeinsätzen mit einer Gesamtspieldauer von 45 Minuten. Im Anschluss kehrte er nach Haugesund zurück, wo er in der verbleibenden Spielzeit zehn Ligaeinsätze, hiervon zwei in der Startelf, verzeichnen konnte. Im Januar 2021 wechselte der Malier innerhalb der norwegischen Liga zu Sarpsborg 08 FF. In Sarpsborg entwickelte er sich zum Stammspieler – innerhalb eines Jahres kam er in 28 Ligaspielen zum Einsatz und erzielte in diesen elf Tore. Aufgrund der guten Leistungen verließ er den Verein bereits nach einer Saison wieder und wechselte für eine Ablösesumme in Höhe von vier Millionen Euro nach Frankreich zum FC Lorient. 2023 wurde er an UD Almería weiterverkauft.

## Nationalmannschaftskarriere
Bereits während seiner Zeit bei CO de Bamako kam Koné in den Juniorennationalmannschaften des malischen Fußballverbandes zum Einsatz. Mit der U-20-Nationalelf Malis nahm er unter anderem an der U-20-Afrikameisterschaft 2017 in Sambia teil. Dabei war er in allen drei Spielen seines Heimatlandes im Einsatz und schied mit der Mannschaft als Letzter der Gruppe A frühzeitig vom Turnier aus. Nachdem er bei der im Februar 2019 stattfindenden U-20-Afrikameisterschaft 2019 in der Republik Niger nicht zum malischen Aufgebot gehört hatte, vertrat er seine Heimat allerdings bei der drei Monate später stattfindenden U-20-Weltmeisterschaft 2019 in Polen, für die sich Mali als nunmehriger Afrikameister qualifiziert hatte. Im ersten Gruppenspiel gegen die Alterskollegen aus Panama noch nicht im Einsatz agierte er Mittelstürmer ab dem zweiten Gruppenspiel als Stammkraft in der Offensive der Malier. Nach einem zweiten Platz in der Gruppe E zog Mali in die Finalrunde ein und siegte im Achtelfinale gegen die favorisierten Argentinier, ehe er im nachfolgenden Viertelfinale gegen Italien Schluss war. Bei vier Turniereinsätzen kam Koné auf eine Bilanz von einem Treffer und einer Torvorlage.